# 임박
임박(林樸, 1327년~1376년)은 고려 말기의 문신이다. 자(字)는 원질(元質)이다.

## 생애
안동부(安東府) 길안현(吉安縣) 사람으로 공민왕(恭愍王) 9년(1360년)에 과거에 급제하여 개성참군(開城叅軍)에 임명되었다.
이듬해인 공민왕 10년(1361년)에 홍건적이 개경을 함락시키고 공민왕이 복주(안동)로 몽진하게 되었을 때, 원수(元帥) 김득배(金得培)가 임박이 병법에 정통하다는 이유로 발탁해 막하(幕下)에 두고 군사작전에 참여하게 하였다. 또한 난리통에 고려 왕실의 역사서와 전교제향(典校祭享)의 의궤(儀軌)를 땅에 파묻어 감추어 놓았다가 홍건적이 진압된 뒤에 다시 파냈으나 군졸들이 함부로 버리고 수습하지 않은 것이 많았고, 임박이 류구(柳玽) · 이구(李玖)와 함께 이를 수습했지만 거둔 것은 열에 한둘에 지나지 않았다고 한다.
12년(1363년)에 원(元)에 사신으로 파견된 이공수(李公遂)를 따라 서장관(書狀官)으로서 원에 동행하였다. 당시 원에 머무르고 있던 고려의 왕족 덕흥군(德興君)이 원 순제에게 공민왕이 홍건적에게 사망하였다고 말하여 원 조정으로부터 새로운 고려왕으로 책봉되었는데 고려에서 온 사신들은 공민왕은 아직 살아 있으며 고려 조정의 관군이 홍건적을 격파하였다고 전했고, 덕흥군을 고려왕으로써 수행하여 귀국할 것을 명하는 순제의 명령에 "승려 출신의 왕을 따른다면 부인이 지아비를 배반하는 것과 다름이 없다"며 거절하였으나, 고려에서 원으로 도망쳐 와 있던 최유(崔濡)가 덕흥군을 호종해 요양성(遼陽省) 병사들을 거느리고 고려로 오게 되었다. 덕흥군이 온다는 소식을 들은 고려 조정은 경천흥, 최영 등을 북방으로 파견하여 막게 하였다.
덕흥군이 요양(遼陽)에 다다랐을 때 최유는 아직 원의 조정에 있는 고려 사신 이공수를 회유해서 함께 고려로 데리고 가야 한다고 주장하며 토루테무르(禿魯帖木兒)와 박불화에게 뇌물을 많이 주고 반드시 이공수를 데리고 귀국하고자 하였으나, 이공수는 서장관 임박에게 "나는 이미 부모가 없고 또 후사도 없으며 지위 또한 높이 올랐으니 어찌 다시 터럭만큼이라도 남에게 기댈 뜻이 있겠는가? 마땅히 머리를 깎고 산에 들어가더라도 결코 그를 따르지 않겠다."며 뜻을 굳혔고, 원 순제도 토루테무르 등의 요청을 따르지 않았다. 한편 고려로 오기 위해 압록강을 넘었던 덕흥군과 최유의 군사들은 공민왕 13년(1364년) 정월에 의주 방면에서 이성계 등이 이끄는 고려군에 패하고 압록강 북쪽으로 쫓겨갔다. 고려 조정에서는 이공수가 덕흥군에게 우정승 관직을 받았다고 잘못 알려져서 이공수를 파직하였는데, 원에서 이공수는 사신단의 수행원들과 연명으로 글을 써서 대나무 지팡이 속에 넣고 몰래 하인 정량(鄭良)과 송원(宋元)을 거지로 변장시켜 고려로 보내 지름길로 최유는 다시 고려로 쳐들어올 것이라고 알렸고, 그때서야 고려 조정은 이공수가 덕흥군에게 가담하지 않았음을 알고 이공수를 영도첨의(領都僉議)에 임명하고 추충수의동덕찬화공신(推忠守義同德贊化功臣) 칭호를 하사하여 표창하였다. 마침 원에서도 보루테무르(孛羅帖木兒)가 군사를 이끌고 대도(大都)에 들어와 승상(丞相)을 내쫓고 그의 자리를 대신하였으며, 어사대부(御史大夫) 토겐테무르(禿堅帖木兒)와 평장(平章) 로디샤(老的沙)가 "고려왕은 공이 있고 죄가 없는데 소인배들의 모함을 받았다"고 말하여 원의 순제는 10월 조서를 내려 왕위를 회복시키고 최유를 형틀에 채워 보냈다. 이공수는 10월 25일에 귀국하였다. 처음에 덕흥군은 원으로부터 고려왕에 임명되고 원에 체류하던 고려인들에게 관직을 임명하면서 임박에게도 접근해 전리총랑(典理摠郞) 임명을 약속하며 그를 회유하였으나 임박은 거절하였고, 임박이 돌아오자 왕은 덕흥군이 높은 벼슬로 회유했음에도 따르지 않은 것에 감탄하며 그를 중서사인(中書舍人)에 임명하였다.
임박은 공민왕 14년(1365년) 1월 성균좨주(成均祭酒)로 전임되자 글을 올려 비로소 오경재(五經齋)와 사서재(四書齋)를 구분하였고, 과거(科擧)는 일체 중국의 수검통고법(搜檢通考法)에 의거하게 하는 법을 주청하였다. 또한 임박이 「정심론상(正心論相)」 20조를 상소하니 왕이 그를 더욱 총애하였고, 또 전의부령(典儀副令)에 임명하였다가, 공민왕이 당시 정치의 득실을 진술하라고 명령하여 다시 10여 가지의 일을 올렸고, 왕이 기꺼이 받아들이고[嘉納] 곧이어 전의령으로 승진시켰다. 공민왕 15년(1366년) 원의 하남왕(河南王) 코케 테무르(廓擴帖木兒)가 앞서 고려가 전녹생, 정원비 등을 사신으로 보낸 것에 화답하여 보낸 사신 곽영석(郭永錫)이 11월 23일 고려로 오자, 임박은 관반사(館伴使)를 맡아 그를 접대하게 되었다.
공민왕 16년(1367년)에는 당시 제주도를 장악하고 있던 원의 목호들과 제주도민들을 위무하는 제주선무사(濟州宣撫使) 임무를 띠고 제주도로 파견되었다. 임박은 나주에서 물을 항아리에 가득 채워 돌아간 것을 제외하고 제주에서 차 한 잔 마시지 않아 백성들로부터 성인(聖人)이라는 칭송을 들었으나, 제주 사람 가운데는 그가 나주에서 물을 길어 온 것을 비난하는 자도 있었다. 이 해에 임박은 성균좨주(成均祭酒)가 되어 성균관(成均館)을 고쳐 짓기를 요청하여 숭문관(崇文館) 옛 터에 국학(國學)을 다시 짓고 중외(中外)의 유관(儒官)들이 품(品)에 따라 베를 내어 그 비용에 보태라는 왕명이 나오게 되었다. 이후 임박은 대사성(大司成) · 판전교사(判典校事)로 승진하였다.
임박은 신돈(辛旽)이 집권한 뒤인 공민왕 16년(1367년) 12월에 성석린(成石璘)을 대신해 차자방(箚子房)의 지인(知印)으로 임명되었다. 《고려사절요》에는 평소 임박이 신돈을 향해 "큰 덕을 지녔다"고 칭찬하여 신돈이 그를 좋아하였고, 매일 밤마다 낡은 옷을 입고 걸어서 신돈의 집에 출입하면서 신돈을 위해 계책을 세웠으며, 차자방지인으로 임명되기에 앞서 신돈이 《도선비기》(道詵祕記)를 들먹이며 송도의 기가 쇠하였으니 천도하여야 한다고 왕에게 권해 평양(平壤)에 가서 천도할 만한 땅을 살펴보라는 왕명을 받고 평양에 갈 때에는 내서사인(內書舍人) 김린(金麟), 지제교(知製敎) 김희(金禧)와 함께 칼을 차고 따랐으며 이때에 이르러 신돈에 의해 차자방지인으로 임명되어서는 손수 관원의 명부[班簿]를 들고 다니면서 등급을 매기는데 친구로 지내는 사람은 천거하지 않았고, 신돈의 좋아하고 싫어하는 것을 헤아려 오직 영합하기에만 힘썼기에 경천흥이나 최영 등이 그를 미워하였다고 악평하고 있다. 또한 임박이 일찍이 신돈에게 국정을 총괄함에 있어서는 마땅히 전민쟁송(田民爭訟) 즉 토지 문제를 해결해야 한다고 알렸고, 이에 신돈이 왕에게 아뢰어 추정도감(推整都監)을 세우게 되었고, 임박은 도감사가 되어 제조(提調) 신돈과 함께 토지 문제의 해결을 맡았다. 이때 임박이 공평하게 결정한 것도 많았으나, 신돈이 한쪽 말만 들은 것은 분별하지 못하였으므로 억울한 것이 자못 많았다고 《고려사》는 적고 있다.
신돈이 실각해 수원으로 유배된 공민왕 20년(1371년) 임방은 찰방사(察訪使)로써 체복사(体覆使) 김규(金㺩)와 함께 수원으로 가서 그곳에 유배되어 있던 신돈에게 왕이 부른다고 알려서 오게 하고, 그를 주살하였다. 《고려사》 신돈열전에는 임박이 신돈을 불렀을 때 신돈은 "왕께서 아기의 일 때문에 나를 부르시는 것이다."라고 말하였다고 적고 있는데, 어느 때에 임박이 상장군(上將軍) 이미충(李美冲)과 함께 왕을 모시고 있을 때 왕이 이미충을 가리키며 "너도 아기에 대한 일을 알 것이다."라고 말했고 이미충도 수긍하였으며, 임박이 물러나와 이미충에게 물었을 때에 이미충이 "주상께서 일찍이 금화를 신에게 주면서 신돈의 집에 가서 아기에게 내려주라고 하였습니다. 아기가 크게 기뻐하자 신돈이 나에게 말하기를 '주상께서 자주 우리 집에 행차하시는 것은 나 때문이 아니다'라고 하였습니다. 신이 모두 아뢰었으므로 주상께서 이 말씀을 하신 것입니다."라고 대답하였다고 한다. 임박은 신돈이 주살된 뒤에 사관(史官) 민유의(閔由誼)와 이지(李至)에게 "신돈을 주살한 것은 국가의 큰 기쁨인데, 또 큰 기쁨이 있으니 그대들은 아는가? 왕께서 궁인을 총애하시어 아들을 낳아 이제 벌써 일곱 살인데, 신돈이 몰래 길러서 나라 사람들이 모르게 하였으니 이 또한 마땅히 주살될 만하다."라며 공민왕의 아들의 존재를 알렸다. 모니노(牟尼奴)라는 이름의 아이는 공민왕 20년(1371년) 7월 입궐해 강녕부원대군(江寧府院大君)의 봉호와 우(禑)라는 이름을 받고 태후전에 들었고, 공민왕은 수시중(守侍中) 이인임(李仁任)에게 "원자(元子)가 있으므로 나는 근심이 없다. 아름다운 부인이 신돈의 집에 있었는데, 그가 아들을 잘 낳는다는 이야기를 듣고 마침내 그를 총애하여 이에 이 아이를 얻게 되었다."라고 하여 모니노를 공민왕 자신의 아들로 밝히며 이인임에게 후견을 맡겼다. 공민왕 22년(1373년)에 판전교시사(判典校寺事)로써 검교시중(檢校侍中)으로 아버지 이조년의 상으로 경산(京山)에 낙향해 있던 이인복(이인임의 형)을 왕명으로 조문하였다.
공민왕 23년(1374년)에 대언에 임명되었는데, 9월에 공민왕의 상을 맞아 3년상을 치렀으나, 공민왕이 사망한 다음날에 빈소(殯所) 곁에 있으면서 이를 드러내고 웃었다가 빈전도감판관(殯殿都監判官) 류원정(柳爰廷)의 질책을 들었다. 명의 사신 임밀, 채빈을 호종해 명으로 가던 고려의 김의(金義)가 명의 사신을 죽이고 북원(北元)으로 달아났고, 북원에서 심왕 고의 손자 탈탈불화(脫脫不花)를 고려로 보내 공민왕의 후임으로 새로운 고려왕으로 삼으려는 움직임에, 이인임 등이 종실 및 재추들과 연명으로 우왕의 고려왕 즉위를 알리고 그 승인을 요청하는 국서를 북원의 중서성(中書省)에 보내려 했을 때에는 좌대언(左代言)으로써 전교령(典校令) 박상충(朴尙衷), 전의부령(典儀副令) 정도전(鄭道傳) 등과 함께 부당함을 말하며 국서에 서명하기를 거부하다 대사헌(大司憲) 이보림(李寶林)의 탄핵으로 폐서인되어 길안현(吉安縣)으로 유배되었다.
처음에 예안(禮安) 사람들이 지윤(池奫)에게 아부하여 우왕의 탯줄을 그 현(縣)에 안장시키고 군(郡)으로 승격되었는데, 길안현에 있던 임박은 우왕의 태실 자리를 두고 길지(吉地)가 아니라고 하였고, 안동 사람들이 조정에 이를 고발했다. 당시 지윤은 이인임이나 임견미와 함께 권력을 장악하고 있었고, 우왕의 유모 장씨와 간통하였으며 지윤의 부인 또한 장씨와 친하여 궁중에 자주 드나들고 있었다. 또한 지윤의 당여(黨與)인 집의(執義) 김승득(金承得)과 지신사(知申事) 김윤승(金允升)이 우왕에게 앞서 임박이 북원의 중서성에 올리는 문서에 서명하지 않으려 한 것은 심왕 탈탈불화를 옹립하려 한 것이라고 아뢰고 아울러 그가 역적 신돈의 당여였던 점을 끄집어내어 그의 처형을 주장하였다. 이어 체복(體覆) 손경생(孫慶生)을 보내 임박을 쇠사슬로 묶어 전법사(典法司)로 송치하였다가 100대의 매를 쳐서 무안(務安)으로 유배시키고, 유배지로 가는 도중에 임박을 밟아서 죽였다. 이때 이인임과 경복흥은 임박의 죽음의 내막을 듣지 못하였다고 한다.
임박이 사망한 해인 우왕 2년(1376년) 5월 정당문학(政堂文學) 홍중선(洪仲宣)이 임박이 건의했던 대책(對策)으로 선비를 선발하는 법을 혁파하고 다시 시(詩)와 부(賦)로 선비를 선발하였으며, 향시(鄕試) · 회시(會試) · 전시(殿試)를 없앴다.

## 가족 관계
《고려사》 열전에는 임박에게 임가(林稼)라는 이름의 아들이 있었고 임근(林根) · 임수(林樹) · 임주(林株) 등의 동생과 이름이 알려지지 않은 누이동생이 있었다고 한다. 누이동생은 시집가지 않은 상태로 여종만 세 명을 거느리고 있었는데, 임박은 동생들을 불러놓고 아직 결혼하지 않은 누이동생의 앞날을 걱정하다가 자신들이 가진 종과 재산을 모두 누이동생에게 주어 시사(侍史) 이우(李遇)에게 시집보냈고, 이우는 "집안 대대로 전해 내려온 재산을 혼자 독차지할 수 없다"고 거절하였으나 임박은 굳이 권하여 보냈다. 임박이 죽었을 때 누이동생은 자신이 거느린 종의 자식들을 임근 등 오라비들과 조카 임가에게 보내려 했으나 임가는 아버지의 뜻이 아니라며 거절했다. 임가는 조선 초기까지 살았으며, 세종 8년(1426년) 행사직(行司直)으로 있으면서 종인 백동(白同)이 자신을 배반하고 역사를 회피하였다는 이유로 마구 때리고 그의 두 귀를 자르고 근육을 끊어내며 머리를 깎는 등 잔혹한 형벌을 가한 끝에 죽게 하였다는 죄목으로 장형 1백 대를 맞고 이후 직첩(職牒)을 회수당하고 병을 얻어 곤궁히 살게 되었는데, 이때 임박의 누이동생과 있었던 일이 알려져서 조선 조정은 특별히 임가의 직첩을 도로 내어 주었다고 한다.

## 문학 작품
덕흥군이 고려로 귀국하려 하면서 임박에게 시를 요청하였는데, 이에 임박이 병풍(屛風)에 이렇게 시를 지어 썼다.
| 제덕흥군소병(題德興君素屛) |                                                          |
| 棄本滔滔逐末行             | 근본을 버리고 끊임없이 사소한 일을 좇으니,               |
| 泰山還似一毫輕             | 태산(泰山)이 도리어 한 가닥 털끝처럼 가볍도다.           |
| 投鞭直欲橫江去             | 채찍을 던지고 곧바로 강을 건너가려고 하나,               |
| 嗜餠徒勞畫地成             | 떡을 좋아하다 헛되이 땅에다 그림이나 그리는구나.         |
| 得瓮舞時誰識破             | 술항아리 얻어 춤을 출 때는 누가 깨질 줄 알리오           |
| 吹竽混處謾求榮             | 피리소리 요란한 곳에서 부질없이 영화(榮華)를 구함이로다. |
| 莫將繪事迷人目             | 그림을 그려 사람의 눈을 미혹하지 말지니,                 |
| 我愛天然古石屛             | 나는 자연의 옛 돌병풍[石屛]을 사랑할 따름이라.           |

원의 학사(學士) 위소(危素)가 임박의 시를 보고 "요즘 세상에도 이렇게 충절(忠節)을 지키는 선비가 있구나"라고 감탄하였다. 임박의 시는 《동문선》에 '제 덕흥군 소병'(題德興君素屛)이라는 제목으로 실려 있다.

## 같이 보기
- 기황후
- 박상충
- 성석린
- 신돈
- 안종원
- 이보림
- 전민변정도감
- 지윤
- 최유